# Nati nel 2000/Dicembre
| Questa pagina contiene informazioni ricavate automaticamente dalle voci biografiche con l'ausilio del template Bio e di un bot. L'aggiornamento è periodico e automatico e ricostruisce completamente la pagina. Se manca una persona in questa lista, sei pregato di non aggiungerla, ma accertati piuttosto che la sua voce biografica contenga il template Bio e che i dati anagrafici siano correttamente compilati. Se il template Bio manca, inseriscilo tu stesso o, in alternativa, metti l'avviso {{tmp\|Bio}} che ne segnala la mancanza. Se i dati riportati sono sbagliati, correggi direttamente la voce biografica; le modifiche saranno visibili in questa lista entro pochi giorni. Per chiarimenti vedi il progetto biografie. La lista contiene solo le 244 persone che sono citate nell'enciclopedia e per le quali è stato implementato correttamente il template Bio. Pagina aggiornata al 18 ago 2025. |

- 1º dicembre - Eloisa Coiro, velocista e mezzofondista italiana
- 1º dicembre - Sophia Flörsch, pilota automobilistica tedesca
- 1º dicembre - Brooklyn Lyons-Foster, calciatore inglese
- 2 dicembre - Giordano Bortolani, cestista italiano
- 2 dicembre - Dorothée Faucher, sciatrice alpina canadese
- 2 dicembre - Marco Vilca, mezzofondista peruviano
- 3 dicembre - Sara Belli, hockeista su ghiaccio italiana
- 3 dicembre - Evita Griskenas, ginnasta statunitense
- 3 dicembre - Justin Hammel, calciatore svizzero
- 3 dicembre - César Huerta, calciatore messicano
- 3 dicembre - Iru Khechanovi, cantante georgiana
- 3 dicembre - Louis Lynagh, rugbista a 15 italiano
- 3 dicembre - Harold Martín López, ciclista su strada ecuadoriano
- 3 dicembre - Souaibou Marou, calciatore camerunese
- 3 dicembre - Francisco Nevárez, calciatore messicano
- 3 dicembre - Veronica Pasini, calciatrice italiana
- 3 dicembre - Magdalena Stysiak, pallavolista polacca
- 3 dicembre - Philipp Treu, calciatore tedesco
- 4 dicembre - Zeki Amdouni, calciatore svizzero
- 4 dicembre - Shervoni Mabatshoev, calciatore tagiko
- 4 dicembre - Maksymilian Sitek, calciatore polacco
- 4 dicembre - Tyrese Spicer, calciatore trinidadiano
- 4 dicembre - Temitayo Thomas-Ailara, pallavolista statunitense
- 5 dicembre - Lineth Cedeño, calciatrice panamense
- 5 dicembre - Jefferson Díaz, calciatore colombiano
- 5 dicembre - Željko Gavrić, calciatore serbo
- 5 dicembre - Cam Hart, giocatore di football americano statunitense
- 5 dicembre - A J Hurt, sciatrice alpina statunitense
- 5 dicembre - Dillom, rapper argentino
- 5 dicembre - Uroš Trifunović, cestista serbo
- 6 dicembre - Marcellas Dial, giocatore di football americano statunitense
- 6 dicembre - Eduardo Figueiredo da Cruz, calciatore brasiliano
- 6 dicembre - Emma Færge, calciatrice danese
- 6 dicembre - Kasper Høgh, calciatore danese
- 6 dicembre - Nicola Sebastiano del Liechtenstein, principe liechtensteinese
- 6 dicembre - José Manuel López, calciatore argentino
- 6 dicembre - Sander Mørk, calciatore norvegese
- 6 dicembre - Anthony Musaba, calciatore olandese
- 6 dicembre - Richie Musaba, calciatore olandese
- 6 dicembre - Thomas Ortega, calciatore argentino
- 6 dicembre - Jurgen Çelhaka, calciatore albanese
- 7 dicembre - Alberto Amodeo, nuotatore italiano
- 7 dicembre - Dane Belton, giocatore di football americano statunitense
- 7 dicembre - Kirill Boženov, calciatore russo
- 7 dicembre - Klara Bühl, calciatrice tedesca
- 7 dicembre - Mary Ekiru, mezzofondista keniota
- 7 dicembre - Will Ferry, calciatore inglese
- 7 dicembre - Rubens Gilli, hockeista su pista italiano
- 7 dicembre - Vivien Keszthelyi, pilota automobilistica ungherese
- 7 dicembre - Abdelmalek Merabet, lottatore algerino
- 7 dicembre - Rick Pluimers, ciclista su strada olandese
- 7 dicembre - Ronaldo Cesar, calciatore brasiliano
- 8 dicembre - Demario Douglas, giocatore di football americano statunitense
- 8 dicembre - Yotam Hanochi, cestista israeliano
- 8 dicembre - George Harmon, calciatore inglese
- 8 dicembre - Daniel Harper, pilota automobilistico britannico
- 8 dicembre - Sayaka Mikami, tuffatrice giapponese
- 8 dicembre - Chiamaka Nnadozie, calciatrice nigeriana
- 8 dicembre - Enzo Roldán, calciatore argentino
- 9 dicembre - Sara Agrež, calciatrice slovena
- 9 dicembre - Hiroki Akiyama, calciatore giapponese
- 9 dicembre - Ambrosia Caldarelli, attrice italiana
- 9 dicembre - Anastasia Conte, cestista italiana
- 9 dicembre - Otto Invenius, biatleta finlandese
- 9 dicembre - Diāna Ņikitina, pattinatrice artistica su ghiaccio lettone
- 10 dicembre - Jeremie Frimpong, calciatore olandese
- 10 dicembre - DeWayne Carter, giocatore di football americano statunitense
- 10 dicembre - Levent Mercan, calciatore tedesco
- 10 dicembre - Stavros Pīlios, calciatore greco
- 10 dicembre - Nae'Qwan Tomlin, cestista statunitense
- 10 dicembre - Luke Winkelmann, snowboarder statunitense
- 11 dicembre - Agustín Da Silveira, calciatore uruguaiano
- 11 dicembre - Alexander Ducas, cestista australiano
- 11 dicembre - Jan Knapík, calciatore ceco
- 11 dicembre - Onyeka Okongwu, cestista statunitense
- 11 dicembre - Mihnea Alexandru Spulber, saltatore con gli sci rumeno
- 11 dicembre - Josha Vagnoman, calciatore tedesco
- 11 dicembre - Devon Witherspoon, giocatore di football americano statunitense
- 11 dicembre - Artur Čërnyj, calciatore russo
- 12 dicembre - Kaique Alves, nuotatore brasiliano
- 12 dicembre - Imogen Ayris, astista neozelandese
- 12 dicembre - Ilyas Chouaref, calciatore francese
- 12 dicembre - Víctor Griffith, calciatore panamense
- 12 dicembre - Ryan Kamp, ciclocrossista e ciclista su strada olandese
- 12 dicembre - Kim Ju-sung, calciatore sudcoreano
- 12 dicembre - Kendall Kipp, pallavolista statunitense
- 12 dicembre - Titas Milašius, calciatore lituano
- 12 dicembre - Devyn Nekoda, attrice e ballerina canadese
- 12 dicembre - Kate O'Connor, multiplista irlandese
- 12 dicembre - Ajak Riak, calciatore australiano
- 12 dicembre - Jan Rohrer, canoista svizzero
- 12 dicembre - Lucas Jade Zumann, attore statunitense
- 13 dicembre - Manuel António, canoista angolano
- 13 dicembre - Paige Briggs, pallavolista statunitense
- 13 dicembre - Nakobe Dean, giocatore di football americano statunitense
- 13 dicembre - Hatim Essaouabi, calciatore marocchino
- 13 dicembre - Sadık Emir Kabaca, cestista turco
- 13 dicembre - Jurguens Montenegro, calciatore costaricano
- 13 dicembre - Matías Pólvera, calciatore argentino
- 13 dicembre - Simão Rocha, calciatore portoghese
- 13 dicembre - Ignacio Russo, calciatore argentino
- 13 dicembre - Amaiur Sarriegi, calciatrice spagnola
- 13 dicembre - Lisa Schulte, slittinista austriaca
- 13 dicembre - Kristers Tobers, calciatore lettone
- 13 dicembre - Simona Waltert, tennista svizzera
- 13 dicembre - Rino Yanagimoto, sciatrice freestyle giapponese
- 14 dicembre - Phoebe Banks, tuffatrice britannica
- 14 dicembre - Jordan Battle, giocatore di football americano statunitense
- 14 dicembre - David Bell, giocatore di football americano statunitense
- 14 dicembre - Jakub Kadák, calciatore slovacco
- 14 dicembre - Marion Oberhofer, slittinista italiana
- 14 dicembre - Luca Spechenhauser, pattinatore di short track italiano
- 15 dicembre - Amita Berthier, schermitrice singaporiana
- 15 dicembre - Facundo Díaz Acosta, tennista argentino
- 15 dicembre - Dalayna Hewitt, tennista statunitense
- 15 dicembre - Danijel Miletić, giocatore di football americano tedesco
- 15 dicembre - Kris Pietroniro, hockeista su ghiaccio statunitense
- 15 dicembre - Rudy Porter, ciclista su strada australiano
- 15 dicembre - Sandro Theler, calciatore svizzero
- 15 dicembre - Kayvon Thibodeaux, giocatore di football americano statunitense
- 16 dicembre - Hamid Albreiki, cestista emiratino
- 16 dicembre - Rumarn Burrell, calciatore giamaicano
- 16 dicembre - Lincoln Corrêa dos Santos, calciatore brasiliano
- 16 dicembre - Hristo Ivanov, calciatore bulgaro
- 16 dicembre - Ivan Pace Jr., giocatore di football americano statunitense
- 16 dicembre - Kwame Peprah, calciatore ghanese
- 16 dicembre - Richard Verschoor, pilota automobilistico olandese
- 17 dicembre - Naomi Akakpo, velocista e ostacolista francese
- 17 dicembre - Miriana Conte, cantante maltese
- 17 dicembre - Wesley Fofana, calciatore francese
- 17 dicembre - Rūta Kate Lasmane, triplista e lunghista lettone
- 17 dicembre - Nicholas Pyle, nuotatore britannico
- 17 dicembre - Jehor Tverdochlib, calciatore ucraino
- 18 dicembre - Jayden Daniels, giocatore di football americano statunitense
- 18 dicembre - Agnese Duranti, ex ginnasta italiana
- 18 dicembre - Andrias Edmundsson, calciatore faroese
- 18 dicembre - Noah Frommelt, calciatore liechtensteinese
- 18 dicembre - Nicolas Galazzi, calciatore italiano
- 18 dicembre - Korapat Kirdpan, attore, cantante e conduttore televisivo thailandese
- 18 dicembre - E.J. Liddell, cestista statunitense
- 18 dicembre - Travon Walker, giocatore di football americano statunitense
- 19 dicembre - Dinkalem Ayele, mezzofondista etiope
- 19 dicembre - Paula Botet, biatleta francese
- 19 dicembre - Christian Roberto Alves Cardoso, calciatore brasiliano
- 19 dicembre - Romane Dieu, ex saltatrice con gli sci francese
- 19 dicembre - Yūmi Kawai, attrice giapponese
- 19 dicembre - Oston O'runov, calciatore uzbeko
- 19 dicembre - Tomás Romero, calciatore statunitense
- 19 dicembre - Jakub Stolarczyk, calciatore polacco
- 19 dicembre - Raffaele Storti, rugbista a 15 portoghese
- 19 dicembre - Jamari Thrash, giocatore di football americano statunitense
- 20 dicembre - Ludovica Cavalli, mezzofondista italiana
- 20 dicembre - Luca Conti, cestista italiano
- 20 dicembre - Tyrice Knight, giocatore di football americano statunitense
- 20 dicembre - Giannīs-Foivos Mpotos, calciatore greco
- 21 dicembre - Kaza, rapper francese
- 21 dicembre - Yam Madar, cestista israeliano
- 21 dicembre - Ahmad Ngouyamsa, calciatore camerunese
- 21 dicembre - Matheus Pereira, calciatore brasiliano
- 21 dicembre - Cam Smith, giocatore di football americano statunitense
- 21 dicembre - Bianca Bakke Westhoff, sciatrice alpina olandese
- 21 dicembre - Colby Wooden, giocatore di football americano statunitense
- 22 dicembre - Joshua Bassett, cantante, attore e doppiatore statunitense
- 22 dicembre - Chiara Bissig, ex sciatrice alpina svizzera
- 22 dicembre - Maxim De Cuyper, calciatore belga
- 22 dicembre - Pauletta Foppa, pallamanista francese
- 22 dicembre - Kreshnik Krasniqi, calciatore norvegese
- 22 dicembre - Sōichirō Kōzuki, calciatore giapponese
- 22 dicembre - Kinga Rajda, saltatrice con gli sci polacca
- 22 dicembre - Ewa Różańska, martellista polacca
- 22 dicembre - Maciej Żurawski, calciatore polacco
- 23 dicembre - Julio Alonso Ortega, velista spagnolo
- 23 dicembre - Kenny Komi Bedel, judoka italiano
- 23 dicembre - Victor Boniface, calciatore nigeriano
- 23 dicembre - Enzo Castillo, calciatore uruguaiano
- 23 dicembre - Abdoul Coulibaly, cestista maliano
- 23 dicembre - Sekou Doumbouya, cestista guineano
- 23 dicembre - Clément Novalak, pilota automobilistico francese
- 23 dicembre - Manuela Paví, calciatrice colombiana
- 23 dicembre - William Poromaa, fondista svedese
- 23 dicembre - Samuel Takyi, pugile ghanese
- 23 dicembre - Alexis Trouillet, calciatore francese
- 23 dicembre - Rüstəm Əhmədzadə, calciatore ucraino
- 24 dicembre - Tiago Dantas, calciatore portoghese
- 24 dicembre - Jesús Ferreira, calciatore colombiano
- 24 dicembre - Jiang Shenglong, calciatore cinese
- 24 dicembre - Etienne Lienert, giocatore di football americano svizzero
- 24 dicembre - Laura Pellicoro, mezzofondista italiana
- 25 dicembre - Emanuel Aiwu, calciatore austriaco
- 25 dicembre - Lalchungnunga, calciatore indiano
- 25 dicembre - Ismaila Coulibaly, calciatore maliano
- 25 dicembre - Roman Mory Gbane, calciatore ivoriano
- 25 dicembre - Yoav Hofmayster, calciatore israeliano
- 25 dicembre - Luke Plapp, ciclista su strada e pistard australiano
- 25 dicembre - Wilfried Singo, calciatore ivoriano
- 26 dicembre - Julen Agirrezabala, calciatore spagnolo
- 26 dicembre - Will Donkin, calciatore taiwanese
- 26 dicembre - Isac Elliot, cantante finlandese
- 26 dicembre - Filippo Federici, pallavolista italiano
- 26 dicembre - Haruya Fujii, calciatore giapponese
- 26 dicembre - Vittoria Guazzini, pistard e ciclista su strada italiana
- 26 dicembre - Samuel Sevian, scacchista statunitense
- 26 dicembre - Diel Spring, calciatore sanvincentino
- 26 dicembre - Vitinho, calciatore brasiliano
- 27 dicembre - Brandon Baiye, calciatore belga
- 27 dicembre - Matteo Meisl, calciatore austriaco
- 27 dicembre - Noé Roth, sciatore freestyle svizzero
- 27 dicembre - Brenton Strange, giocatore di football americano statunitense
- 27 dicembre - Þorleifur Úlfarsson, calciatore islandese
- 27 dicembre - Mark Zabukovnik, calciatore sloveno
- 28 dicembre - Gaël Blondeau, combinatista nordico francese
- 28 dicembre - Frank van den Broek, ciclista su strada olandese
- 28 dicembre - Sebastián Báez, tennista argentino
- 28 dicembre - Nicolò Cambiaghi, calciatore italiano
- 28 dicembre - Dillon Gabriel, giocatore di football americano statunitense
- 28 dicembre - Magnus Kaastrup, calciatore danese
- 28 dicembre - Kim Seung-bin, calciatore sudcoreano
- 28 dicembre - Larissa Manoela, attrice e cantante brasiliana
- 28 dicembre - Ivan Nekić, calciatore croato
- 28 dicembre - Matteo Tonelli, canottiere italiano
- 28 dicembre - Giovanni Toti, giocatore di badminton italiano
- 29 dicembre - Umberto Bronzo, pallamanista italiano
- 29 dicembre - Sebastian Kolze Changizi, ciclista su strada danese
- 29 dicembre - Orkun Kökçü, calciatore olandese
- 29 dicembre - Mateo Maccari, calciatore argentino
- 29 dicembre - Woody Marks, giocatore di football americano statunitense
- 29 dicembre - Alex Quinn, pilota automobilistico britannico
- 29 dicembre - Julio Rodriguez, giocatore di baseball dominicano
- 29 dicembre - Amandha Sylves, pallavolista francese
- 29 dicembre - Eliot Vassamillet, cantante belga
- 29 dicembre - Bernardo Vital, calciatore portoghese
- 29 dicembre - Pavel Šulc, calciatore ceco
- 30 dicembre - Carlos Alocén, cestista spagnolo
- 30 dicembre - Emmanuel Ernest, calciatore liberiano
- 30 dicembre - Kaishū Sano, calciatore giapponese
- 30 dicembre - Guy Serge Yaméogo, calciatore ivoriano
- 31 dicembre - Matteo Oscar Giuggioli, attore italiano
- 31 dicembre - Kamil Kasperczak, pentatleta polacco
- 31 dicembre - Laiatu Latu, giocatore di football americano statunitense
- 31 dicembre - Wale Musa Alli, calciatore nigeriano
- 31 dicembre - Alycia Parks, tennista statunitense
- 31 dicembre - Logan Sargeant, pilota automobilistico statunitense
- 31 dicembre - Tes Schouten, nuotatrice olandese
- 31 dicembre - Aleksandër Trumçi, calciatore albanese